# 偉仙方裔
偉仙 方裔（いせん ほうえい）は、南北朝時代から室町時代後期の臨済宗の僧。

## 経歴・人物
園田光氏の子。下野鑁阿寺で出家し、密教を学び、華厳、法華、倶舎論も修める。のち臨済宗に転じ鎌倉円覚寺の大喜法忻、常陸法雲寺の復庵宗己に師事し、大喜の法を嗣ぐ。永和3年/天授3年（1377年）下野浄因寺開山となり、出版事業にも携わった。